# Philodromus roseus
Philodromus roseus es una especie de araña cangrejo del género Philodromus, familia Philodromidae. Fue descrita científicamente por Kishida en 1914.

## Distribución
Esta especie se encuentra en Japón.